# Voorhees (CDP, New Jersey)
Voorhees è un census-designated place (CDP) degli Stati Uniti d'America, situato nello stato del New Jersey, nella contea di Somerset.